# Tiberinus Silvius
Tiberinus Silvius est le neuvième des rois légendaires d'Albe la Longue (en latin et en italien : Alba Longa), une cité antique fortifiée du Latium, l'une des plus anciennes cités d'Italie, située à 20 km au sud-est de Rome à l'emplacement de l'actuel Castel Gandolfo.

## Biographie
Selon la légende, Tiberinus Silvius, neuvième roi d 'Albe-la-longue (roi de la Dynastie d'Ascagne de -905 à -885) est le fils de Calpetus.
Il accède au trône à la mort de son père et règne pendant huit ans.
Selon Tite-Live, il serait mort noyé en traversant l'Albula, « le fleuve aux eaux blanchâtres » (latin : Albǔla, -ae), ancien nom du Tibre (Tǐběris, -is) qui aurait pris son nom. Selon Denys d'Halicarnasse, il aurait été tué au cours d'un combat près du fleuve et son corps aurait été emporté par le courant.
À sa mort, son fils, Agrippa Silvius, lui succède.
Aurelius Victor rapporte une tradition alternative. Tiberinus Silvius se serait prénommé Tiberius Silvius. Il aurait été le fils de Postumus Silvius. Il aurait succédé à Latinus Silvius. Aremulus lui aurait succédé.

## Sources
- Tite-Live, Histoire romaine, I, 3,8.
- Denys d'Halicarnasse, Antiquités romaines, I, 71, 2.
- Diodore de Sicile, Bibliothèque universelle, VII, 5, 10.
- (Pseudo-) Aurelius Victor, Origine du peuple romain, 18,1.
- Ovide, Fastes, 2, 389f et 4, 47f.
- Ovide, Métamorphoses, 14, 614ff.